# Reiner Ferreira
Pour les articles homonymes, voir Reiner.
Reiner Ferreira Correa Gomes, surnommé Reiner Ferreira ou Reiner ou encore Ferreira, (né à São Paulo le 17 novembre 1985), est un footballeur brésilien. Il évolue au poste de défenseur au Boa Esporte Clube.

## Biographie
Reiner commence sa carrière professionnelle en 2005 au SC Internacional, qui évolue en Série A brésilienne. 
Par la suite le joueur change d'équipe environ tous les six mois, ce que lui permet le championnat brésilien qui se découpe en plusieurs phases, il évolue essentiellement dans des clubs jouant dans les championnats d'états.
En 2008 il retrouve le niveau national avec le Criciúma EC. 
En janvier 2009 il quitte le Brésil afin de rejoindre le club d'Al Wasl aux Émirats arabes unis où il retrouve son ami Rogerinho. Au terme de la saison il retourne dans son pays natal et évolue dans le Championnat de Rio de Janeiro de D2. 
Il continue régulièrement de changer de club, et rejoint en 2012 le SC Corinthians Alagoano qui a pour partenaire le club portugais de l'Académica de Coimbra, ces derniers pour la saison 2011-2012, sont à la recherche d'un défenseur central, les dirigeants brésilien propose Reiner, sous la forme d'un prêt. Il se retrouve donc en février 2012 au Portugal pour jouer en Liga Zon Sagres. Il ne dispute que sept matchs, mais laisse une bonne impression, malgré un jeu rugueux (habitué aux cartons jaunes). 
À la fin de la saison il retourne au Brésil, mais le staff de Académica, n'ayant toujours pas réglé leur problème de défenseur central, le contacte à nouveau et lui propose un contrat d'un an. En 2012-13, il dispute avec le club portugais} trente et un matches, dont trois en Ligue Europa. 
En juillet 2013, il renouvelle son contrat jusqu'en 2015.
En janvier 2014, lors du mercato hivernal il est sollicité par plusieurs clubs d'Asie et d'Europe de l'est, dont le chinois Qingdao Jonoon qui évolue en Championnat de Chine de football (Chinese Super League). Le club sud-coréen du Suwon Samsung Bluewings FC, ainsi que le club russe du FK Krasnodar.

## Statistiques

### Synthèse
| Championnats | Championnats            | Championnats              | Championnats | Championnats | Coupes nationales | Coupes nationales | Coupes continentales | Coupes continentales | Sélection Brésil | Sélection Brésil | Total   | Total |
| Saison       | Club                    | Pays                      | Matches      | Buts         | Matches           | Buts              | Matches              | Buts                 | Matches          | Buts             | Matches | Buts  |
| ------------ | ----------------------- | ------------------------- | ------------ | ------------ | ----------------- | ----------------- | -------------------- | -------------------- | ---------------- | ---------------- | ------- | ----- |
| 2005         | SC Internacional        | Série A                   | ?            | ?            | ?                 | ?                 | 0                    | 0                    | 0                | 0                | ?       | ?     |
| 2006         | AA Portuguesa           | Campeonato Carioca D2     | ?            | ?            | ?                 | ?                 | 0                    | 0                    | 0                | 0                | ?       | ?     |
| 2006         | CA Assisense            | Campeonato Paulista D2    | ?            | ?            | ?                 | ?                 | 0                    | 0                    | 0                | 0                | ?       | ?     |
| 2007         | SER Juventude           | Campeonato Mato-Grossense | ?            | ?            | ?                 | ?                 | 0                    | 0                    | 0                | 0                | ?       | ?     |
| 2007         | Anápolis FC             | Campeonato Goiano         | ?            | ?            | ?                 | ?                 | 0                    | 0                    | 0                | 0                | ?       | ?     |
| 2008         | AC Paranavaí            | Campeonato Paranaense     | ?            | ?            | ?                 | ?                 | 0                    | 0                    | 0                | 0                | ?       | ?     |
| 2008         | Criciúma EC             | Série B                   | ?            | ?            | ?                 | ?                 | 0                    | 0                    | 0                | 0                | ?       | ?     |
| 2008-09      | Al Wasl                 | Arab Gulf League          | ?            | ?            | ?                 | ?                 | 0                    | 0                    | 0                | 0                | ?       | ?     |
| 2009         | America FC              | Campeonato Carioca D2     | ?            | ?            | ?                 | ?                 | 0                    | 0                    | 0                | 0                | ?       | ?     |
| 2010         | EC Juventude            | Campeonato Gaucho         | 5            | 0            | 0                 | 0                 | 0                    | 0                    | 0                | 0                | 5       | 0     |
| 2010         | Camboriú FC             | Campeonato Catarinense D2 | ?            | ?            | ?                 | ?                 | 0                    | 0                    | 0                | 0                | ?       | ?     |
| 2011         | Guarani EC              | Campeonato Mineiro        | 0            | 0            | 0                 | 0                 | 0                    | 0                    | 0                | 0                | 0       | 0     |
| 2011         | ASA                     | Campeonato Alagoano       | 10           | 0            | 2                 | 0                 | 0                    | 0                    | 0                | 0                | 12      | 0     |
| 2012         | SC Corinthians Alagoano | Campeonato Alagoano       | 0            | 0            | 0                 | 0                 | 0                    | 0                    | 0                | 0                | 0       | 0     |
| 2011-12      | Académica de Coimbra    | Liga Zon Sagres           | 7            | 0            | 0                 | 0                 | 0                    | 0                    | 0                | 0                | 7       | 0     |
| 2012         | SC Corinthians Alagoano | Campeonato Alagoano       | 0            | 0            | 0                 | 0                 | 0                    | 0                    | 0                | 0                | 0       | 0     |
| 2012-13      | Académica de Coimbra    | Liga Zon Sagres           | 21           | 0            | 7                 | 0                 | 3                    | 0                    | 0                | 0                | 31      | 0     |
| 2013-14      | Académica de Coimbra    | Liga Zon Sagres           | 9            | 0            | 2                 | 0                 | 0                    | 0                    | 0                | 0                | 11      | 0     |

Statistiques actualisées le 23/12/2013

### Coupes continentales
En gras équipe vainqueur
| Date              | Club                 | Compétition  | Adversaire        | Résultat | Tps de jeu | Buts |
| ----------------- | -------------------- | ------------ | ----------------- | -------- | ---------- | ---- |
| 20 septembre 2012 | Académica de Coimbra | Ligue Europa | FC Viktoria Plzeň | 3-1      | 90         | 0    |
| 4 octobre 2012    | Académica de Coimbra | Ligue Europa | Hapoël Tel-Aviv   | 1-1      | 90         | 0    |
| 22 novembre 2012  | Académica de Coimbra | Ligue Europa | FC Viktoria Plzeň | 1-1      | 90         | 0    |

## Palmarès
- Avec SC Internacional  (1)
  - Vainqueur du Championnat Gaúcho 2005.

- Avec l'America FC  (1)
  - Vainqueur du Campeonato Carioca de D2 2009.

- Avec l'ASA  (1)
  - Vainqueur du Campeonato Alagoano 2011.

### Honneurs individuels
- Vice-champion du Championnat du Brésil de football 2005, avec le SC Internacional

- Finaliste de la Supertaça Cândido de Oliveira 2011-2012[4], avec l’Académica de Coimbra